# Novi Grad (kommun i Serbiska republiken)
Kommunen Novi Grad (serbiska: Opština Novi Grad, kyrillisk skrift: Општина Нови Град) är en kommun i Serbiska republiken i nordvästra Bosnien och Hercegovina. Kommunen hade 27 115 invånare vid folkräkningen år 2013, på en yta av 469,67 km².
Av kommunens befolkning är 74,19 % serber, 23,75 % bosniaker och 0,67 % kroater (2013).